# Хякутакэ, Харукити
Харукити Хякутакэ (яп. 百武晴吉 Хякутакэ Харукити, 25 мая 1888 — 10 марта 1947) — генерал императорской армии Японии. Два его старших брата были адмиралами императорского флота Японии.
Родился в префектуре Сага. В 1909 году окончил Рикугун сикан гакко; среди его одноклассников были будущие генералы Кандзи Исивара и Дзё Иимура, а также будущий лидер Китая Чан Кайши. В 1921 году он окончил Рикугун дайгакко, где изучал криптоанализ, и был распределён в Генеральный штаб Императорской армии Японии.
В 1925—1927 годах Харукити Хякутакэ в звании подполковника был японским резидентом в Польше. В 1928 году он был переведён в Китай и стал служить при штабе Квантунской армии. В звании полковника он с 1932 года стал работать в Армейской школе сигнальщиков, до 1935 года был заведующим секцией в Генеральном штабе. Пробыв в течение года командиром 78-го пехотного полка, с апреля 1936 года Хякутакэ стал суперинтендантом Школы военной подготовки в Хиросиме. В марте 1937 года он был произведён в генерал-майоры.
В августе 1937 года Харукити Хякутакэ стал суперинтендантом Школы сигнальщиков. С марта 1939 года он стал командиром Отдельной смешанной бригады и в августе был произведён в генерал-лейтенанты. С февраля 1940 года по апрель 1941 года командовал 18-й дивизией.
В мае 1942 года Харукити Хякутакэ стал командующим 17-й армии, чья штаб-квартира находилась в Рабауле. Под его командованием армия принимала участие в Новогвинейской и Гуадалканальской кампаниях, а также в кампании на Соломоновых островах. После того, как ответственность за ТВД была передана 8-му фронту под командованием генерала Хитоси Имамура, то за Хякутакэ осталось командование войсками, дислоцированными на Соломоновых островах (в основном на Бугенвиле). После того, как Союзники захватили плацдарм на мысе Торокина, Хякутакэ и его войска оказались в ловушке, отрезанными от подкреплений и снабжения.
В феврале 1945 года Харукити Хякутакэ пережил инсульт, и в качестве командующего его сменил генерал Масатанэ Канда. Эвакуировать его в Японию для оказания медицинской помощи стало возможным лишь в феврале 1946 года, по окончании войны. Харукити Хякутакэ скончался 10 марта 1947 года.